# Stronghold: Crusader
Stronghold: Crusader es el sucesor del juego de Firefly Studios Stronghold (2001).
Crusader tiene mucho en común con el Stronghold original, pero se diferencia de su predecesor en el hecho de que el juego ya no se encuentra en una pseudo-Europa, sino que está ambientado en el Oriente medio, durante las Cruzadas. El juego cuenta con varias nuevas unidades de Arabia que se pueden comprar en un edificio nuevo, "The mercenary post". Aunque las tropas árabes no requieren recursos para producir, éstas son bastante caras. El juego también fue lanzado como "Stronghold Warchest". Esta versión era un compendio de Stronghold y una versión mejorada de Stronghold: Crusader, conteniendo personajes adicionales y el adicional "Crusader Trail".
Stronghold Warchest fue lanzado solamente en América del Norte, y los jugadores del resto del mundo no se encontraron con el mismo, pero esto cambió cerca del 2008, con la publicación de Stronghold: Crusader Extreme.

## Fundamentos
El sistema de combate de Stronghold Crusader se centra en las luchas entre los señores, en los mapas más o menos grandes, con capacidad para hasta ocho jugadores. Las ubicaciones de las torres ya están predeterminadas. Contrario al primer juego de Stronghold, el jugador se desarrolla al mismo tiempo que el enemigo. La tarjeta es claramente visible en su conjunto, es fácil observar la IA del Señor actualizando la construcción de su castillo, en tiempo real. 
Cuando los castillos están muy cerca, se puede participar en grandes batallas entre los castillos colindantes.

## Historia
En Stronghold Crusader, el jugador puede:
- Seleccionar 50 misiones de escaramuza, que lo llevarán a Jerusalén desde el desierto, enfrentándose a los enemigos de Stronghold, 4 nuevos señores (un señor europeo, y tres señores árabes).
- Jugar campañas históricas (4 en total), que constan de cinco misiones cada una, jugando como un señor cruzado, uno de los nuevos señores.

No existe una verdadera historia en Stronghold: Crusader, sino más bien una gran cantidad de misiones.

## Campañas
Stronghold: Crusader caracteriza varias campañas en cadena en  tiempo real.  Estos documentos de la Primera, Segunda y Tercera Cruzada, así como los conflictos dentro de los individuales Estados cruzados. Cada campaña consta de varias batallas, por ejemplo, Nicea, Heraclea, Sitio de Antioquía, Krak des Chevaliers y el Sitio de Jerusalén. El juego también cuenta con el "Crusader Trail" una serie de cincuenta misiones enlazadas contra varios oponentes. Stronghold Warchest agrega dos más Crusader Trails, una consiste de treinta misiones enlazadas y el "Extreme Trail" consiste en veinte misiones enlazadas.

## Jugabilidad
La jugabilidad es similar al Stronghold original, la principal diferencia es que el juego se desarrolla en el Medio Oriente. Como consecuencia de ello, las granjas sólo se puede construir sobre la hierba de los oasis, lo que lleva a la rivalidad entre los jugadores por las tierras de cultivo y por recursos limitados. El juego añade nuevos adversarios de IA (el número depende de la versión del juego) y varias unidades nuevas de Arabia adquiribles desde un puesto de mercenarios. El color de las unidades del jugador también se han cambiado de azul a rojo con el fin de hacer coincidir los colores de los Caballeros Templarios.

## Personajes
El juego contiene varios personajes diferentes como a Ricardo I, a Saladino, al Sultán, al Califa, a la Rata, a la Serpiente, al Lobo y al Cerdo, disponibles para ser seleccionados como aliados y enemigos. Los oponentes del juego original hacen una devolución, así como los nuevos señores de Arabia y los cruzados están disponibles.